# Fontaine de Jouvence
Pour les articles homonymes, voir Jouvence et La Fontaine de Jouvence.

La Fontaine de Jouvence, vue par Lucas Cranach (1546).

La fontaine de Jouvence, aussi appelée fontaine de Vie ou fontaine d'Immortalité, est un symbole d'immortalité ou de perpétuel rajeunissement. Cette fontaine mythique semble dériver de la mythologie biblique et classique, et évoque les notions de purification et de régénération.
La fontaine de Jouvence est une source censée restaurer la jeunesse de quiconque boit ou se baigne dans ses eaux. Les contes d'une telle fontaine ont été racontés à travers le monde pendant des milliers d'années, apparaissant dans les écrits d'Hérodote (Ve siècle av. J.-C.), le Roman d'Alexandre (IIIe siècle) et les histoires du Prêtre Jean (Croisade, XIe et XIIe siècles). Des histoires d'eaux similaires étaient également répandues parmi les peuples autochtones des Caraïbes au cours de l’Âge des découvertes (début du XVIe siècle), qui parlaient des pouvoirs réparateurs de l'eau dans la terre mythique de Bimini.
La légende devint particulièrement importante au XVIe siècle, lorsqu'elle fut rattachée à l'explorateur espagnol Juan Ponce de León, premier gouverneur de Porto Rico. Selon une combinaison apocryphe d'éléments du Nouveau Monde et d'Eurasie, Ponce de León cherchait la fontaine de Jouvence lorsqu'il se rendit dans ce qui est aujourd'hui la Floride en 1513, mais c'est un mythe. La légende dit que Ponce de León a été informé par les Amérindiens que la fontaine de Jouvence était à Bimini et qu'elle pouvait restaurer la jeunesse de n'importe quelle personne.  

## Historique du mythe et des mythes proches

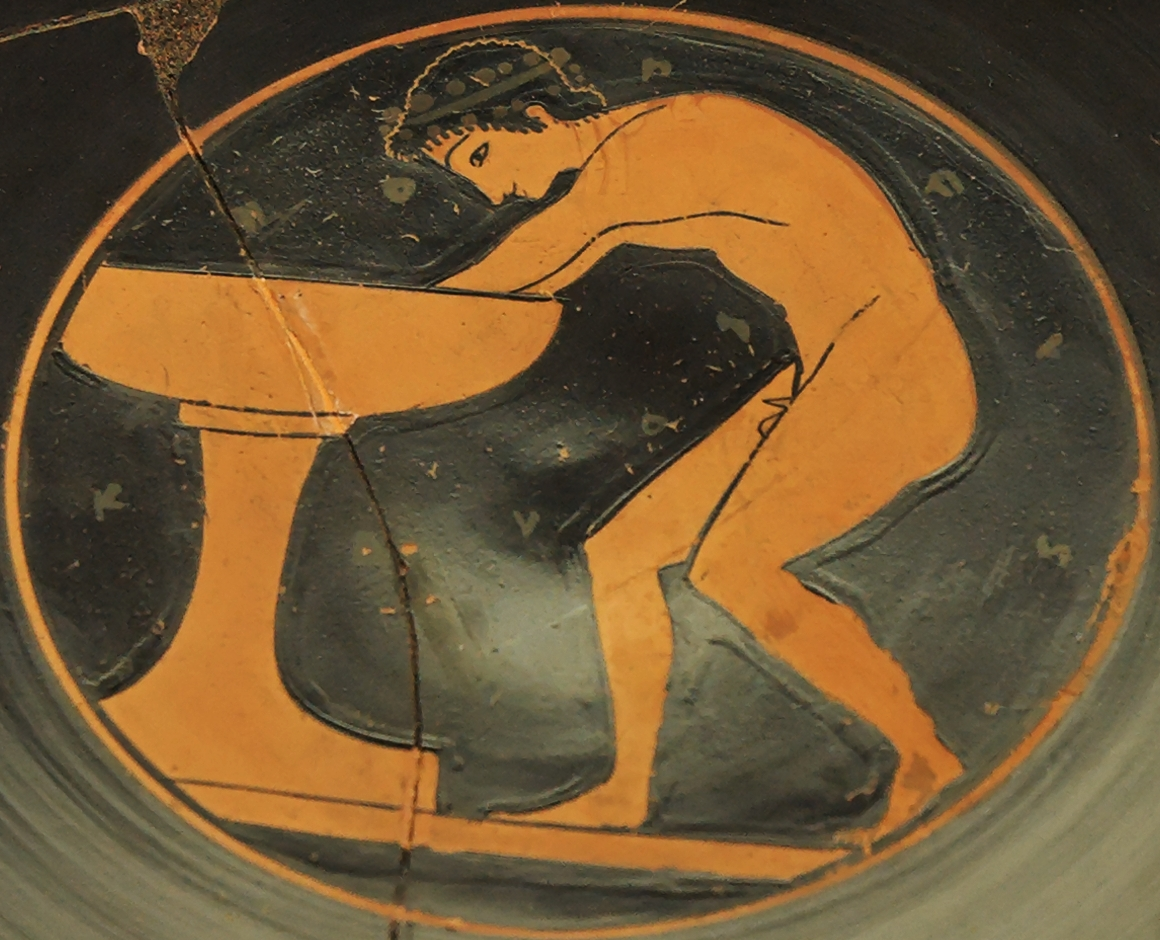
Jeune homme se lavant à la fontaine.
La fontaine de Jouvence est l'un des mythes anciens attribuant une importance régénératrice à l'eau.

### Origines
La légende de la fontaine de Jouvence a probablement des origines anciennes, liées à la fascination de l'homme pour l'eau et à son importance pour sa survie. Elle évoque d'autres mythes liés à des liquides considérés comme sources d'immortalité à certaines époques (comme l'ambroisie, le soma ou l'hydromel sacrés ou sacrificiels), qui veut que quiconque boit de cette eau ou s'y baigne est guéri de ses maladies, rajeunit ou ne vieillit plus.[réf. souhaitée]

### Dans la mythologie romaine, germanique, celtique et irlandaise
Dans la mythologie romaine, Jupiter aurait transformé la nymphe Jouvence en fontaine ayant un pouvoir régénérateur. La déesse Junon s'y baignait tous les ans pour retrouver sa virginité.
Chez les anciens Germains, l'eau du savoir, de la connaissance et de la prophétie coulait dans la fontaine de Mímir. Pour pouvoir en boire, le dieu Odin consent à perdre un œil.
Dans la mythologie celtique irlandaise, le Cath Maighe Tuireadh (récit de la Bataille de Mag Tured) évoque une fontaine où les Tuatha Dé Danann (gens de la déesse Dana, dieux des Celtes d'Irlande) pouvaient tremper les blessés. Ils guérissaient grâce à un plant de chacune des nombreuses plantes médicinales poussant en Irlande, placés là par le dieu-médecin Diancecht. Les blessés — dit le mythe — pouvaient ainsi dès le lendemain à nouveau combattre.

### Au Moyen-Orient

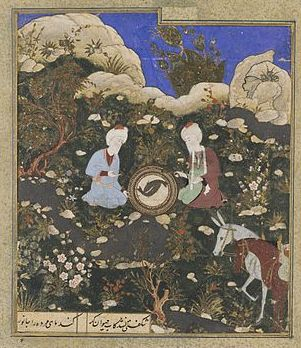
Image représentant Zul-Qarnain (alias Alexandre le Grand, à gauche) dans un autre monde assis en face de Khizr.
Alexandre est émerveillé de voir revenir à la vie des poissons séchés et salés trempés dans l'eau de la fontaine de vie (Sikandar Nâma, romance perse d'Alexandre, LXIX.75).

La tradition moyen-orientale pré-islamique évoque aussi une « fontaine de vie », qui aurait été trouvée dans les régions polaires (hyperboréennes ; un des emplacements supposé du paradis à certaines époques). Alexandre le Grand l'aurait cherché, sans pouvoir la trouver, par manque de patience. Il en serait mort à 33 ans. C'est Khizr (l'Homme vert, Khwaja Khadir, ou Al-Khadir), qui aurait trouvé sans chercher, ce qu'Alexandre le Grand a cherché sans trouver.[réf. souhaitée]
Plus tard, c'est l'élixir de longue vie alchimique qui sera censé conférer l'immortalité (symboliquement ou réellement selon les interprétations qu'on en a fait).[réf. souhaitée]

### En Espagne
Selon une légende populaire, l'explorateur espagnol Juan Ponce de León, qui fit le voyage vers le Nouveau Monde avec Christophe Colomb, découvrit la Floride alors qu'il était à la recherche de la fontaine de Jouvence. Bien que les légendes d'une eau régénérante aient existé des deux côtés de l'Atlantique bien avant Ponce de León, la mention de sa recherche d'une telle eau n'apparut qu'après sa mort. Dans son Historia general y natural de las Indias (es) de 1535, Gonzalo Fernández de Oviedo y Valdés écrivit que Ponce de León cherchait les eaux de Bimini pour guérir son impuissance sexuelle. Des propos similaires apparurent dans l’Historia general de las Indias de 1551 de Francisco López de Gómara.[réf. souhaitée]
En 1575, Hernando de Escalante Fontaneda, rescapé d'un naufrage et qui avait vécu dix-sept ans avec des Amérindiens en Floride, publia dans ses mémoires où il situait la fontaine de Jouvence en Floride, et déclara que Ponce de León était supposé être là pour la découvrir. Bien que Fontaneda doutât que León fût réellement allé en Floride pour rechercher cette fontaine, il lui en fut fait crédit dans Historia general de los hechos de los Castellanos d'Antonio de Herrera y Tordesillas en 1615. Certains historiens indiquent que la recherche d'or ou l'expansion de l'Empire espagnol était largement plus impératif que la recherche d'une fontaine ou d'esclaves. 
Dans ses Decades de Orbe Novo, Pierre Martyr d'Anguiera, évoquant le voyage de Juan de Solis en 1514 dans le golfe du Honduras, y mentionne l'existence d'une île nommée Boinca ou Aganeo où se trouverait cette source régénérante.

### Dans la Bible
Une des origines connues de la fontaine de Jouvence serait l'histoire biblique du jardin d'Éden, cette fontaine pouvant être la source d'eau émergeant aux pieds de l'arbre de la vie, au centre du paradis, réputée alimenter les quatre fleuves du paradis coulant vers les points cardinaux. La Bible ne mentionne pas explicitement de fontaine de Jouvence, ni les vertus d'une telle fontaine. Il s'agit probablement d'une interprétation du texte biblique du Livre de la Genèse qui évoque seulement un fleuve sortant d'Éden et se divisant en quatre bras.[réf. souhaitée]
Dans le Livre de l'Apocalypse, il est fait référence à plusieurs sources d'eau, dont l'eau donnerait la vie.

## Persistance du mythe jusqu'à aujourd'hui
Les constructions romaines, arabes et arabo-andalouses faites en carré autour d'une fontaine ou d'un bassin pourraient rappeler la légende ou la fontaine du paradis perdu,,.
Dans le monde, on prête des vertus miraculeuses, profanes et religieuses à de nombreuses sources, dont celle de Lourdes, mais sans rapport avec l'immortalité physique.[réf. souhaitée]

## La fontaine dans l'art et la culture populaire

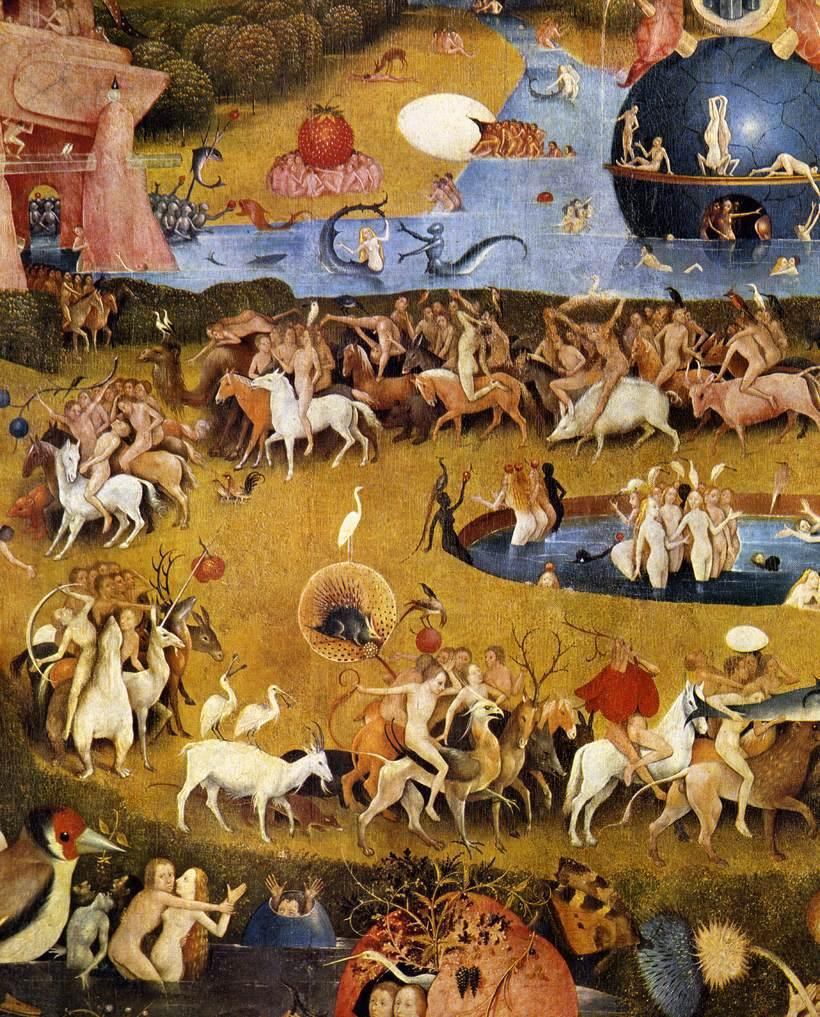
Détail du panneau central du Jardin des délices de Jérôme Bosch (1504).

### Arts plastiques

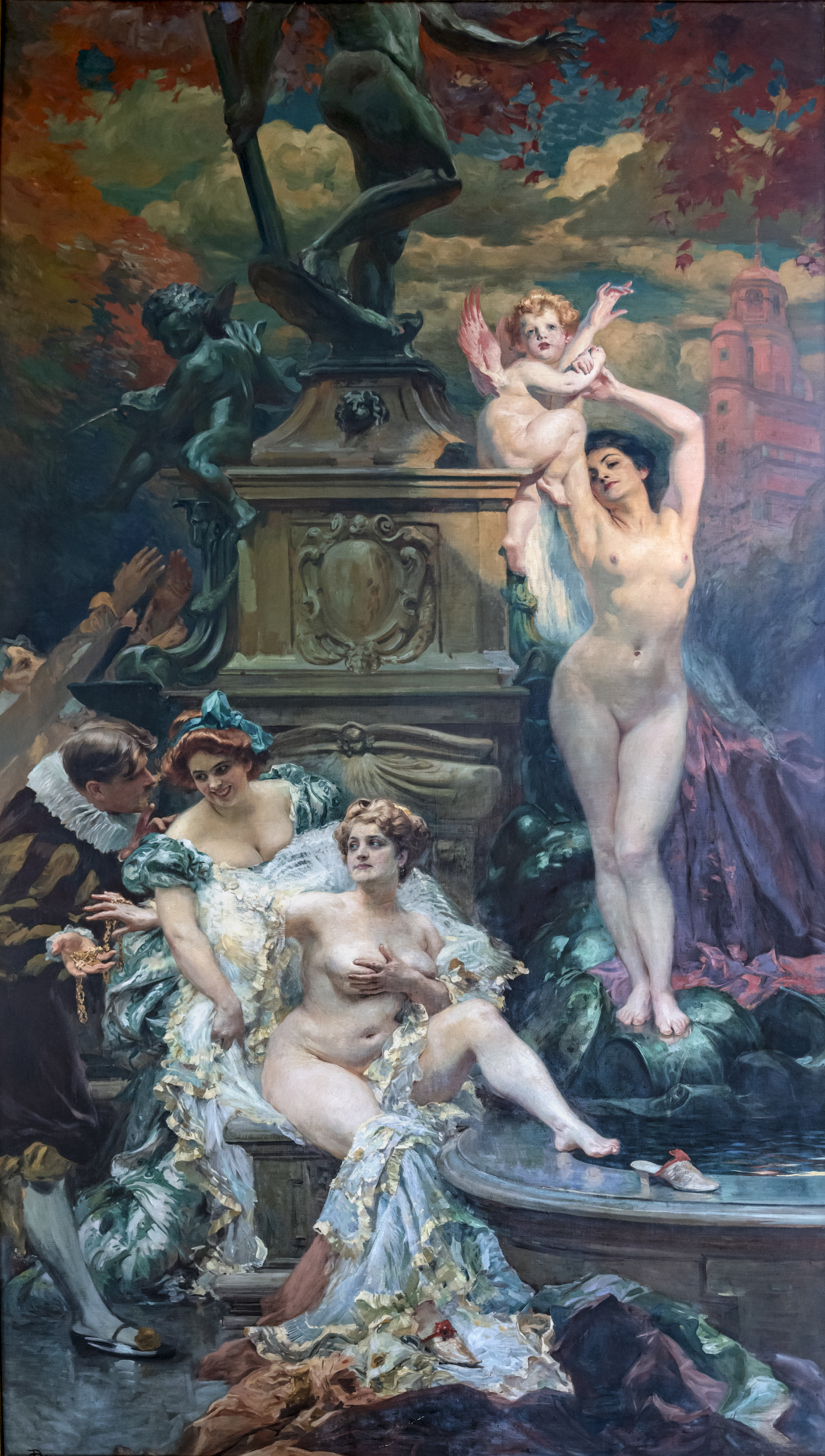
La Fontaine de Jouvence par Paul Gervais (1908).

Dès la Renaissance, la fontaine de Jouvence est souvent évoquée par des artistes plasticiens. Elle est par exemple représentée dans Le Jardin des délices, le triptyque peint de Jérôme Bosch (1504), ou bien par encore par Lucas Cranach en 1546. On trouve au château de Fontainebleau, une fresque de Rosso Fiorentino représentant ce thème.
Au XIXe, elle resurgit dans les représentations à l'époque romantique (Clément Boulanger, William Haussoullier), et plus tardivement, avec Paul Gervais.
Le sculpteur George Minne avec la Fontaine des Agenouillés (1935, Bruxelles) s'inspire du thème en le détournant.

### Littérature
- Divers romans[Lesquels ?] attribuent au contenu du Saint Graal (le sang du Christ recueilli par Joseph d'Arimathie) des vertus qui évoquent celle de la fontaine de vie, les conquêtes d'Alexandre le Grand s'apparentant alors à une quête du Graal.
- Le mythe de la fontaine de Jouvence est aussi présent dans une des aventures d’Arsène Lupin, « La demoiselle aux yeux verts » de Maurice Leblanc.

### Filmographie

#### Cinéma
- Dans Indiana Jones et la Dernière Croisade (1989) de Steven Spielberg, le personnage d'Indiana Jones verse de l'eau, contenue dans le Graal, sur la blessure reçue par son père dans le temple afin de lui sauver la vie.
- Dans Cocoon (1985) de Ron Howard, la piscine privée d'une propriété où repose un cocon géant extraterrestre possède des vertus similaires à la fontaine de Jouvence.
- Dans Immortels (2002) de Jay Russell, une famille possède une fontaine de jouvence.
- Dans Tuck Everlasting (2002) de Jay Russell, la famille Tuck est devenue immortelle après avoir bu l'eau d'une source cachée au cœur de la forêt.
- Dans Pirates des Caraïbes : La Fontaine de jouvence (2011) de Rob Marshall, le personnage de Jack Sparrow vole une carte spéciale que l'on suppose révéler l'emplacement de la fontaine, car il cherche désespérément l'immortalité.
- Dans Time Trap (2017) de Mark Dennis (en) et Ben Foster (en), où une fontaine de Jouvence ralentit le temps pour les personnes qui s'en approchent.

- Dans Princesse Mononoké (1997) de Hayao Miyazaki, à plusieurs reprises, les personnages de Moro (Mère Louve) et San apportent des blessés, comme le prince Ashitaka, dans l'antre de la forêt où se trouve un lac où l'esprit de la forêt vient soigner toutes les blessures, y compris la marque du sanglier du prince qui le condamnait à mourir.

#### Télévision

##### Série
- Dans Arrow, un « Puits de Lazare » se trouve dans la forteresse de Nanda Parbat et est en possession de Ra's al Ghul, le leader de la Ligue des Assassins. Ce dernier survit depuis plus de 600 ans grâce à cet objet qui lui permet aussi de guérir instantanément de toute blessure. Au début de la quatrième saison, Laurel Lance (Black Canary) utilise les pouvoirs du Puits afin de ressusciter sa sœur, Sara Lance.
- Dans MacGyver (saison 7, épisode 12), Jack Dalton est à la recherche de l'eau de source nommé la Fontaine de jouvence, mais MacGyver s'oppose à ses plans.
- Dans Esprits criminels (saison 11, épisode 10).
- Dans Charmed (saison 7, épisode 4), un ancien et vieux pirate engage Piper et Phoebe pour voler un des calices qui servira par la suite à activer la fontaine de jouvence.
- Dans X-Files, l'épisode Détour (saison 5, épisode 4), il est question de la fontaine de jouvence et de Juan Ponce de León.

### Jeux vidéo
- Dans Rogue Legacy, la fontaine de Jouvence est le point à atteindre dans le château.
- Dans Age of Empires III, la fontaine de Jouvence est un objectif primordial dans la première campagne.
- Dans Sid Meier's Colonization (1993), la fontaine de Jouvence permet de recevoir le renfort de nombreux colons, attirés par ses bienfaits.
- Dans Civilization V, la Fontaine de Jouvence est la merveille naturelle la plus rare du jeu. Les unités militaires qui passent à proximité récupèrent leur points de vie deux fois plus vite, et ce, pour tout le reste de la partie.
- Dans Survival: Fountain of Youth (Odinsoft Inc. 2023), la Fontaine de Jouvence est au cœur de l'intrigue de ce jeu de survie. Le joueur est un cartographe faisant partie de l'expédition de Juan Ponce de León de 1513. Dans le jeu, les trois navires de l'expédition font naufrage sur une île des Caraibes.